# Фудбалска репрезентација Србије до 20 година
Фудбалска репрезентација Србије до 20 година је национални фудбалски тим Србије за играче млађе од 20 година и под контролом је Фудбалског савеза Србије.

## Резултати

### Светско првенство до 20 година
| Држава             | Година | Коло                              | ИГ                                | П                                 | Н                                 | ИЗ                                | ГД                                | ГП                                |
| ------------------ | ------ | --------------------------------- | --------------------------------- | --------------------------------- | --------------------------------- | --------------------------------- | --------------------------------- | --------------------------------- |
| СФРЈ               | 1977   | Нису се квалификовали             | Нису се квалификовали             | Нису се квалификовали             | Нису се квалификовали             | Нису се квалификовали             | Нису се квалификовали             | Нису се квалификовали             |
| СФРЈ               | 1979   | Групна фаза                       | 3                                 | 1                                 | 0                                 | 2                                 | 5                                 | 3                                 |
| СФРЈ               | 1981   | Нису се квалификовали             | Нису се квалификовали             | Нису се квалификовали             | Нису се квалификовали             | Нису се квалификовали             | Нису се квалификовали             | Нису се квалификовали             |
| СФРЈ               | 1983   | Нису се квалификовали             | Нису се квалификовали             | Нису се квалификовали             | Нису се квалификовали             | Нису се квалификовали             | Нису се квалификовали             | Нису се квалификовали             |
| СФРЈ               | 1985   | Нису се квалификовали             | Нису се квалификовали             | Нису се квалификовали             | Нису се квалификовали             | Нису се квалификовали             | Нису се квалификовали             | Нису се квалификовали             |
| СФРЈ               | 1987.  | Прваци                            | 6                                 | 5                                 | 1                                 | 0                                 | 17                                | 6                                 |
| СФРЈ               | 1989   | Нису се квалификовали             | Нису се квалификовали             | Нису се квалификовали             | Нису се квалификовали             | Нису се квалификовали             | Нису се квалификовали             | Нису се квалификовали             |
| СФРЈ               | 1991   | Нису се квалификовали             | Нису се квалификовали             | Нису се квалификовали             | Нису се квалификовали             | Нису се квалификовали             | Нису се квалификовали             | Нису се квалификовали             |
| СР Југославија     | 1993   | Суспендовани*                     | Суспендовани*                     | Суспендовани*                     | Суспендовани*                     | Суспендовани*                     | Суспендовани*                     | Суспендовани*                     |
| СР Југославија     | 1995   | Суспендовани*                     | Суспендовани*                     | Суспендовани*                     | Суспендовани*                     | Суспендовани*                     | Суспендовани*                     | Суспендовани*                     |
| СР Југославија     | 1997   | Нису се квалификовали             | Нису се квалификовали             | Нису се квалификовали             | Нису се квалификовали             | Нису се квалификовали             | Нису се квалификовали             | Нису се квалификовали             |
| СР Југославија     | 1999   | Нису се квалификовали             | Нису се квалификовали             | Нису се квалификовали             | Нису се квалификовали             | Нису се квалификовали             | Нису се квалификовали             | Нису се квалификовали             |
| СР Југославија     | 2001   | Нису се квалификовали             | Нису се квалификовали             | Нису се квалификовали             | Нису се квалификовали             | Нису се квалификовали             | Нису се квалификовали             | Нису се квалификовали             |
| Србија и Црна Гора | 2003   | Нису се квалификовали             | Нису се квалификовали             | Нису се квалификовали             | Нису се квалификовали             | Нису се квалификовали             | Нису се квалификовали             | Нису се квалификовали             |
| Србија и Црна Гора | 2005   | Нису се квалификовали             | Нису се квалификовали             | Нису се квалификовали             | Нису се квалификовали             | Нису се квалификовали             | Нису се квалификовали             | Нису се квалификовали             |
| Србија             | 2007   | Нису се квалификовали             | Нису се квалификовали             | Нису се квалификовали             | Нису се квалификовали             | Нису се квалификовали             | Нису се квалификовали             | Нису се квалификовали             |
| Србија             | 2009   | Нису се квалификовали             | Нису се квалификовали             | Нису се квалификовали             | Нису се квалификовали             | Нису се квалификовали             | Нису се квалификовали             | Нису се квалификовали             |
| Србија             | 2011   | Нису се квалификовали             | Нису се квалификовали             | Нису се квалификовали             | Нису се квалификовали             | Нису се квалификовали             | Нису се квалификовали             | Нису се квалификовали             |
| Србија             | 2013   | Нису се квалификовали             | Нису се квалификовали             | Нису се квалификовали             | Нису се квалификовали             | Нису се квалификовали             | Нису се квалификовали             | Нису се квалификовали             |
| Србија             | 2015.  | Прваци                            | 7                                 | 6                                 | 0                                 | 1                                 | 10                                | 4                                 |
| Србија             | 2017   | Нису се квалификовали             | Нису се квалификовали             | Нису се квалификовали             | Нису се квалификовали             | Нису се квалификовали             | Нису се квалификовали             | Нису се квалификовали             |
| Србија             | 2019   | Нису се квалификовали             | Нису се квалификовали             | Нису се квалификовали             | Нису се квалификовали             | Нису се квалификовали             | Нису се квалификовали             | Нису се квалификовали             |
| Србија             | 2021   | Отказано због пандемије ковида 19 | Отказано због пандемије ковида 19 | Отказано због пандемије ковида 19 | Отказано због пандемије ковида 19 | Отказано због пандемије ковида 19 | Отказано због пандемије ковида 19 | Отказано због пандемије ковида 19 |
| Србија             | 2023   | Нису се квалификовали             | Нису се квалификовали             | Нису се квалификовали             | Нису се квалификовали             | Нису се квалификовали             | Нису се квалификовали             | Нису се квалификовали             |
| Укупно             | Укупно | 3/23                              | 16                                | 11                                | 2                                 | 3                                 | 32                                | 13                                |

* Забрањено учешће због санкција.